# Андо-цезькі народи
Андо-цезькі народи або андо-дідойські народи — група народів нахсько-дагестанської мовної сім'ї в Росії, в основному на південному заході Дагестану. Входять в аваро-андо-цезьку групу народів і поділяються на дві підгрупи: цезьку та аваро-андійську, в тому числі власне аварці та андійська велика підгрупа.

## Ареал та чисельність
За даними експертів, на початку 1990-х, чисельність андо-дідойських народів складала близько 100 тисяч осіб.
Андо-цезькі народності розселені в основному на південному заході Дагестану у верхів'ях річок Андійське Койсу та Аварське Койсу, а також у рівнинній частині Республіки Дагестан, де вони або змішалися з місцевим населенням, або перейшли на аварську мову й ідентифікують себе як аварці .
Андійські народи населяють в основному Ботліхський (андійці, годоберінці, ботліхці), Цумадинський (багулали, тиндинці, чамалинці), Шамільський (ахвахці), Ахвахський (ахвахці, каратинці) райони Дагестану.
Цезькі народи населяють прикордонні з Грузією Цунтинський район (цези, гінухці), Бежтинську ділянку (бежтинці, гунзибці) та південь Цумадинського району (хваршини).

## Антропологічна характеристика
Належать до балкано-кавказької раси великої європеоїдної раси.

## Мова
Мови андійської і цезької підгруп нахсько-дагестанської групи північнокавказької сім'ї. Діляться на багато діалектів та говорів. Розповсюджені також аварська і російська мови.

## Традиційні заняття
Традиційно живуть в основному у високогірних районах Західного Дагестану. Основні традиційні заняття цезьких народів — скотарство, андійських — землеробство і скотарство (у ботліхців також садівництво). Частина переселилася на рівнину (Хасав'юртівський, Кизилюртівський та ін. райони), де займаються виноградарством.